# Run (Baseball)

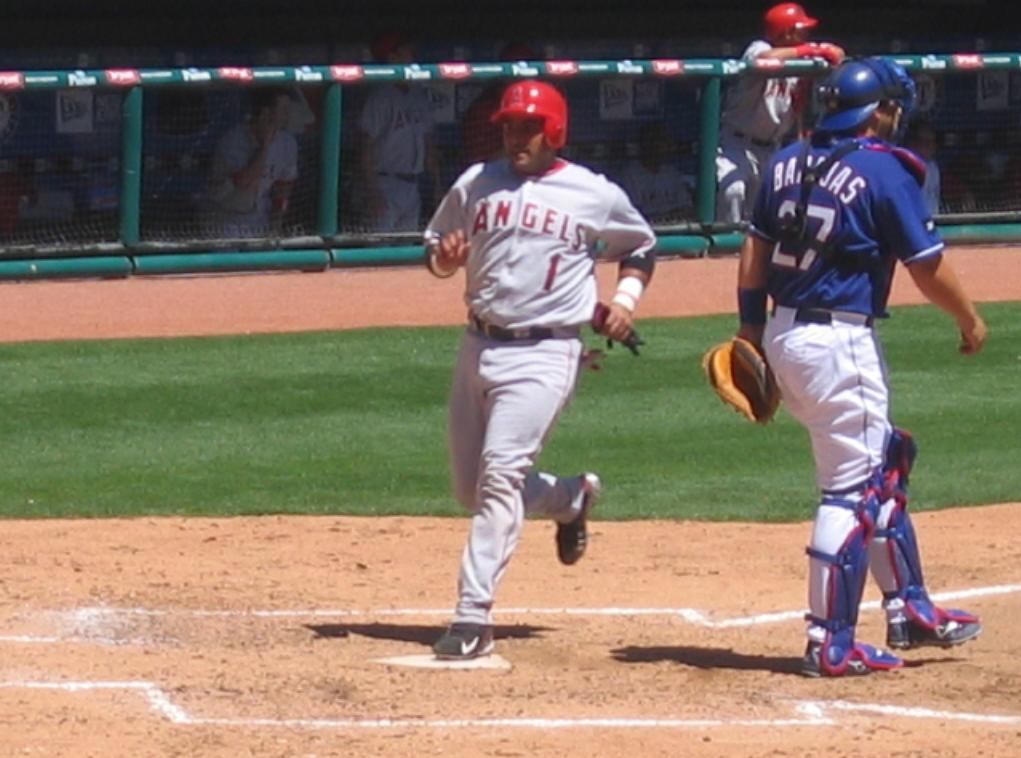
Bengie Molina von den Anaheim Angels (im grau-roten Trikot) erzielt einen Run für seine Mannschaft.

Näheres zu den Regeln und verwendeten Begriffen in den Hauptartikeln Baseball und Baseballregeln.
Ein Run ist ein Punktegewinn einer Mannschaft im Baseball und Softball. Wie beim Tor im Fußball ist er das wichtigste Scoringelement.

## Definition
Obwohl Baseball eine sehr statistik-lastige Sportart ist, zählt beim Ergebnis einzig und allein die Anzahl der Runs. Dieser wird erzielt, indem ein Spieler (Batter, dann Baserunner) durch einen oder mehrere (von nachfolgenden Battern) Hits einmal über alle Bases zur Homeplate läuft.
Beispiel: Ein Batter schlägt einen Hit und erreicht die 2. Base, wo er verbleibt. Der nächste Batter schlägt wieder einen Hit, der Runner auf der 2. Base läuft über das 3. Base zur Homeplate, und erzielt somit einen Run.
Steht ein Baserunner am 2. oder 3. Base, spricht man von scoring position. Es ist also zumindest wahrscheinlich, dass dieser einen Run erzielt.
Wenn ein Hitter einen oder mehrere Baserunner durch Erzielen eines Hits „heimbringt“, so spricht man von einem Run batted in (RBI). Dies kann auch vorkommen, wenn der Hitter selbst nicht das 1. Base erreicht, sondern sich durch ein Fly-Out oder ein Ground-Out „opfert“.

## Besonderheiten
- Home Run: Ein Batter schlägt den Ball zwischen den Foul-Begrenzungen über die Spielfeldbegrenzung, und erzielt einen Run (wenn mehrere Runners auf den Bases sind, mehrere Runs).
- Inside-the-Park-Homerun: Ein Batter schlägt den Ball so, dass er für die Fielder schwer zu erreichen ist und kann alle Bases durchlaufen, ohne ausgeworfen/-getaggt zu werden. Dies kommt im Profi-Baseball selten vor.
- Grand Slam: Alle Bases sind besetzt, und der Batter schlägt einen Homerun, dieser zählt vier Runs.
- Base-clearing-double oder -triple: Alle Bases sind besetzt, und der Hitter schlägt ein Double oder ein Triple. Alle Runner kommen „nach Hause“, und der Hitter bekommt somit drei Runs batted in zugeschrieben.